# Dirk Pitt
Dirk Pitt är en fiktiv figur som förekommer i ett flertal av Clive Cusslers böcker.
Dirk Pitt är son till senatorn George Pitt och Barbara Pitt. Han är gift med kongressledamoten Loren Smith.
Han har två barn från ett tidigare förhållande med Summer Moran, Dirk Pitt jr. och Summer Pitt.
Pitt har studerat vid United States Air Force Academy och är major i flygvapnet men arbetar som mariningenjör åt National Underwater and Marine Agency (NUMA). I de senare böckerna är han chef över NUMA sedan admiral James Sandecker lämnat posten för att bli vicepresident.
Hans arbetskamrat och närmaste vän är Al Giordino. Tillsammans utforskar de okända skeppsvrak, räddar damer i nöd, ställer till förtret för skurkar och omintetgör deras ondskefulla planer.
När Pitt inte är ute på något uppdrag för NUMA så bor han i en renoverad hangar på Washington National Airport där han även har sin samling av veteranbilar och veteranflygplan.
Dirk Pitt har porträtterats i filmerna Lyft Titanic av Richard Jordan och Sahara av Matthew McConaughey.

## Böcker och filmer
1. Pacific Vortex! (1983) (första boken som skrevs)
2. Den makedoniska höken (1973)
3. Isberget (1975)
4. Lyft Titanic! (1976)
5. Vixen 03 saknas (1978)
6. Night Probe! (1981)
7. Deep Six (1984)
8. Cyklop (1986)
9. Den gömda skatten (1988)
10. Draken (1990)
11. Sahara (1992)
12. Inkaguld (1994)
13. Shock Wave (1996)
14. Flood Tide (1997)
15. Isstaden (1999)
16. Nemos arv (2001)
17. Odysseus skatt (2003)
18. Svart vind (2004)
19. Djingis Khans hemlighet (2006)
20. Striden om Arktis (2008)
21. Blodröd gryning (2010)
22. Poseidons pil (2012)
23. Havana Storm (2014)
24. Odessa Sea (2016)
25. Celtic Empire (2018)